# Over You (cântec de Girlicious)
„Over You” este un cântec R&B al formației americane Girlicious. Piesa a fost lansată ca primul single al grupului după plecarea lui Tiffanie Anderson. „Over You” a debutat pe locul 52 în Canada, nereușind să obțină o clasare superioară.

## Clasamente
| Clasament        | Poziția maximă | Referință |
| ---------------- | -------------- | --------- |
| Canadian Hot 100 | 52             | [ 2 ]     |